# Kazuki Kushibiki
Kazuki Kushibiki (櫛引 一紀 Kushibiki Kazuki?, Noboribetsu, Iburi, Hokkaido, 12 de febrero de 1993) es un futbolista japonés que juega como defensa en el V-Varen Nagasaki de la J2 League.

## Trayectoria

### Clubes
| Club                       | País  | Año       |
| -------------------------- | ----- | --------- |
| Hokkaido Consadole Sapporo | Japón | 2011-2017 |
| Nagoya Grampus (cedido)    | Japón | 2017      |
| Nagoya Grampus             | Japón | 2018-2019 |
| Omiya Ardija (cedido)      | Japón | 2019      |
| Sanfrecce Hiroshima        | Japón | 2020      |
| Omiya Ardija               | Japón | 2021      |
| V-Varen Nagasaki           | Japón | 2022-     |